# سونوگرافی فراصوتی داپلر
سونوگرافی داپلر نوعی از سونوگرافی است که با استفاده از اثر داپلر تصاویری از حرکت بافت‌ها و مایعات در بدن (معمولاً خون) فراهم آورده به‌علاوه، سرعت نسبی آن‌ها را نسبت به مبدل فراصوت نیز به دست می‌آورد. در سونوگرافی داپلر با محاسبه شیفت فرکانسی ایجاد شده در اکوی دریافتی از نمونه توسط مبدل فراصوت، سرعت و جهت حرکت خون یا بافت متحرک اندازه‌گیری می‌شود. به‌طور مثال می‌توان سرعت و جهت حرکت جریان خون درون سرخرگ یا جریان خون خروجی از دریچه‌های قلب را تعیین کرد. برای به تصویر کشیدن سرعت و جهت حرکت از داپلر رنگی (Color Doppler) یا داپلر جریان رنگی (Color flow Doppler) استفاده می‌شود که در آن سرعت خون با توجه به مقیاس رنگی در نظر گرفته شده، با یک رنگ به خصوص نشان داده می‌شود. در این روش امواج صدا به رنگ‌ها تبدیل می‌شود که نشان دهنده جهت و سرعت جریان خون است. کالر داپلر نوع خاصی از داپلر رنگی است که می‌تواند از مکان‌هایی تصویر برداری کند که با داپلر رنگی معمولی بسیار سخت یا غیرممکن است.
سونوگرافی داپلر بر سه قسم است که شامل:۱- سونوگرافی داپلر با موج پیوسته ۲-سونوگرافی داپلر دوپلکس (اسپکترال) ۳-سونوگرافی کالر پاور داپلر رنگی
تصویر رنگی داپلر معمولاً با تصویر معمول دوبعدی و سیاه و سفید سونوگرافی (Brightness mode) ترکیب می‌شود و تصویر سونوگرافی داپلکس را ایجاد می‌کند که تصویر آناتومی محل مورد بررسی را نیز به صورت همزمان نشان می‌دهد.

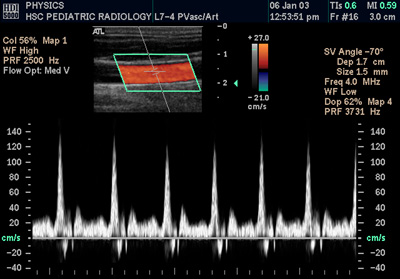
سونوگرافی داپلکس شریان کاروتید به همراه نمایش سرعت خون در طی زمان (داپلر طیفی)

سونوگرافی داپلر در بسیاری از حوزه‌ها قابل استفاده می‌باشد. به عنوان مثال، برای مطالعات قلبی-عروقی (سونوگرافی سیستم عروقی و قلب) و اندازه‌گیری جریان خون معکوس سیستم عروقی در بیماری پرفشاری ورید باب در کبد از این تصویربرداری استفاده می‌شود.

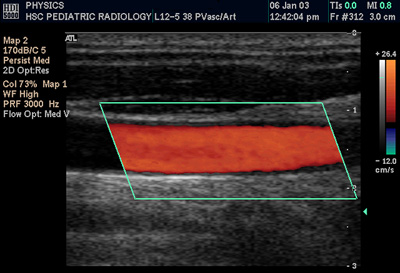
اسکن داپلکس شریان کاروتید

## نحوه عملکرد
اطلاعات به‌دست آمده از سونوگرافی داپلر به صورت داپلر طیفی که در آن سرعت خون در طی زمان نشان داده می‌شود یا با استفاده از تصاویر نشان داده می‌شوند. تصاویر مورد استفاده شامل داپلر رنگی و داپلر توان (Power Doppler) می‌باشد. در داپلر رنگی سرعت و جهت حرکت خون از روی شیفت فرکانسی سیگنال داپلر اندازه‌گیری شده و به‌وسیله رنگ نمایش داده می‌شود اما در داپلر توان دامنه سیگنال داپلر یا دامنه فرکانس‌های شیفت یافته اندازه‌گیری شده و از آن برای شناسایی مواد متحرک استفاده می‌شود و هر دامنه را با رنگ‌های متفاوت نشان می‌دهند.
دستگاه‌های فراصوت امروزی از داپلر با امواج پالسی (Pulsed wave Doppler) برای اندازه‌گیری سرعت استفاده می‌کنند. در این روش دستگاه تولیدکننده پالس فراصوت رشته‌ای از پالس‌ها را ارسال و سپس دریافت می‌کند در این روش شیفت فرکانسی هر فاز در نظر گرفته نمی‌شود زیرا پالس‌ها کوتاه بوده و اندازه‌گیری شیفت فرکانسی ممکن نمی‌باشد بلکه به جای آن تغییرات فاز پالس اندازه‌گیری می‌شود و از روی تغییرات فاز اندازه‌گیری شده در طی زمان به وسیله پالس‌های کوتاه ارسال شده و دریافت شده، شیفت فرکانسی را محاسبه می‌کنند.
برتری اصلی استفاده از داپلر با امواج پالسی نسبت به استفاده از داپلر موج پیوسته (Continuous Wave Doppler) وجود اطلاعات وابسته به مکان در داپلر با امواج پالسی می‌باشد که فاصله مکان مورد بررسی تا مبدل فراصوت را مشخص می‌کند. این فاصله از روی اختلاف زمانی بین ارسال و دریافت پالس توسط دستگاه و دانستن سرعت صوت در محیط به‌دست می‌آید. از جمله معایب داپلر با امواج پالسی امکان رخداد پدیده الیاسینگ در آن می‌باشد. لغت فراصوت داپلر (Doppler ultrasound) و سونوگرافی داپلر (Doppler sonography) برای هر دو نوع مکانیزم داپلر موج پیوسته و داپلر با امواج پالسی مورد استفاده قرار می‌گیرد.
باید این نکته را در نظر داشت که استانداردی برای نمایش رنگ در داپلر رنگی وجود ندارد. بعضی از آزمایشگاه‌ها برای نمایش سرخرگ از رنگ قرمز و نمایش سیاهرگ از رنگ آبی استفاده می‌کنند. بعضی از رگ‌ها شامل قسمت‌هایی هستند که خون در آن‌ها به سمت مبدل در جریان است و در عین حال قسمت‌هایی را دارا می‌باشند که خون در آن‌ها از مبدل دور می‌شوند این اتفاق باعث تصویرسازی غیر منطقی با استفاده از رنگ در رگ‌هایی می‌شود که قسمتی از آن‌ها سرخرگ و قسمتی سیاهرگ می‌باشد. آزمایشگاه‌های دیگر نیز از رنگ قرمز برای نشان دادن جریان به سمت مبدل و از رنگ آبی برای نمایش جریان دور شونده از مبدل استفاده می‌کنند.

## کاربردها

### تصویربرداری داپلر از راه جمجه

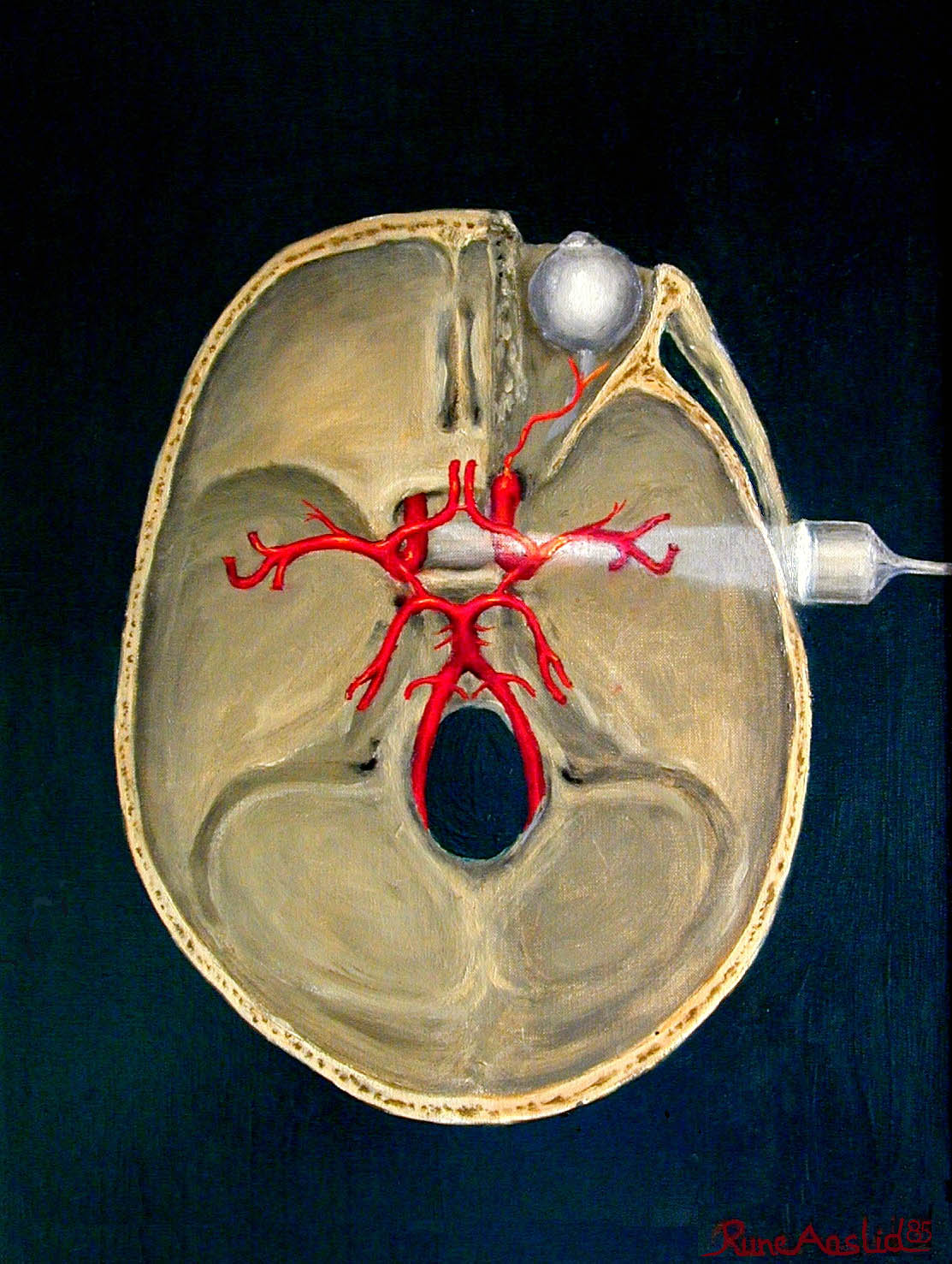
داپلر از راه جمجه برای بررسی جریان خون مغزی

تصویربرداری داپلر از راه جمجمه (Transcranial Doppler) یا تصویر برداری رنگی داپلر از راه جمجه سرعت خون را در رگ‌های مغزی اندازه‌گیری می‌کنند. در این روش تصویر برداری از آنالیز طیف فرکانسی سیگنال آکوستیک دریافتی استفاده می‌شود و به عنوان یکی از تست‌های تشخیص تغییرات و بیماری‌های موجود در مغز و سیستم عصبی مرکزی (Acoustocerebrography) به‌کار می‌رود. این تست‌ها برای کمک به تشخیص آمبولی، تنگی عروق، انقباض تدریجی عروق (Vasospasm) و سایر مشکلات استفاده می‌شوند. علاوه بر این برای تشخیص بیماری سلول‌های داسی شکل خونی و ایزوکمیک (Ischemic) در مغز که بسته شدن عروق مغزی و کاهش اکسیژن و گلوکز را در مغز در پی دارد نیز کاربرد دارد. تجهیزات مورد استفاده برای این تست‌ها قابل حمل می‌باشد. این تست‌ها اغلب با سایر تست‌ها از جمله تصویربرداری تشدید مغناطیسی(MRI)، آنژیوگرافی تشدید مغناطیسی، تصویر برداری داپلکس شریانی و سی تی اسکن (CT scan) انجام می‌گیرد.

### عروق خونی
سونوگرافی عروقی به تشخیص فاکتورهای سیستم گردش خون کمک می‌کند. این روش می‌تواند هم برای سیاهرگ و سرخرگ‌های قسمت مرکزی بدن (شکم) و هم قسمت محیطی بدن به‌کار رود به‌طور مثال سونوگرافی عروقی برای تشخیص میزان باریک شدن و گرفتگی کامل عروق استفاده می‌شود و هدف اصلی آن تشخیص ایجاد لخته خون در رگ می‌باشد. چند نمونه از سونوگرافی عروق خونی عبارت است از:
- سونوگرافی کاروتید
- سونوگرافی ترمبوز عروق داخلی
- سونوگرافی نارسایی وریدی مزمن در پاها

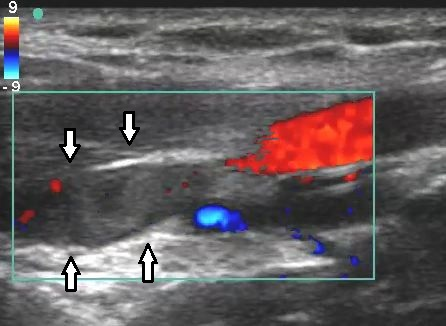
تصویر سونوگرافی داپلر، وجود لخته در سیاهرگ را نشان می‌دهد درحالیکه جریان خون کاملاً قطع شده‌است

از تصاویر سونوگرافی داپلکس قبل از هر اقدام تهاجمی و جراحی اعمال استفاده می‌شود؛ زیرا این تصاویر اطلاعات تکمیلی را در مورد وضعیت بیمار از جمله محل و میزان تنگی یا گرفتگی رگ را در اختیار گذاشته و باعث دقت در روند درمان می‌شود.

### کلیه‌ها

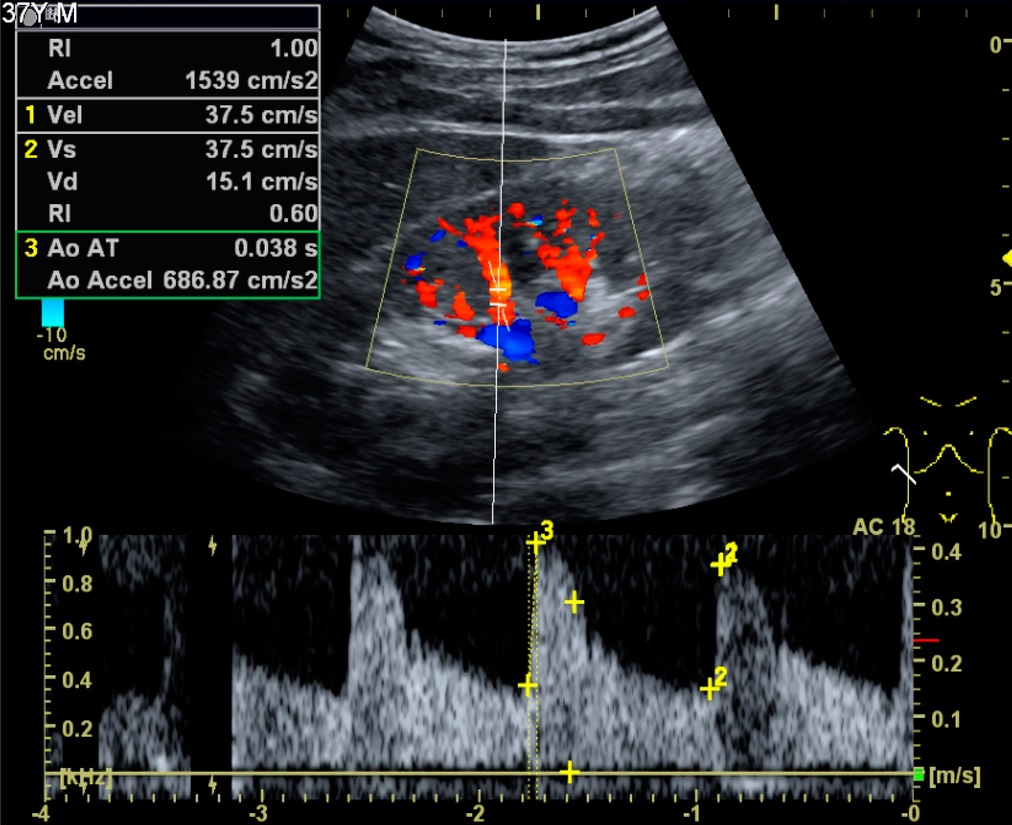
تصویر سونوگرافی داپلر کلیه بزرگسال در حالت طبیعی به همراه تخمین سرعت سیستولیک (Vs)، سرعت دیاستولیک (Vd)، زمان شتاب (AoAT)، شتاب سیستولیک (Ao Accel) و شاخص مقاومت (RI). رنگ قرمز و آبی نشان دهنده جریان به سمت و در جهت عکس مبدل فراصوت می‌باشد. طیف نشان داده شده در زیر تصویر B-mode سرعت خون (m/s) در طی زمان نشان می‌دهد.

از سونو گرافی داپلر به‌طور گسترده در سونوگرافی از کلیه‌ها استفاده می‌شود. عروق موجود در کلیه‌ها به سادگی توسط سونوگرافی داپلر رنگی قابل ارزیابی می‌باشند. با استفاده از داپلر طیفی حاصل از سرخرگ‌های کلیه، سرعت سیستولیک ماکسیمم، شاخص مقاومت و نمودار شتاب تخمین زده می‌شود. اگر سرعت سیستولیک ماکسیمم بیشتر از 180cm/s باشد نشان دهنده تنگی عروق بیش از %۶۰ می‌باشد؛ و شاخص مقامت بالای ۰٫۷ نیز نشان دهنده غیرنرمال بودن مقاومت عروق کلیه می‌باشد.

### قلب
اکوکاردیوگرافی داپلر یکی از کاربردهای سونوگرافی داپلر در زمینه بررسی قلب می‌باشد. اکوکاردیوگراف می‌تواند ارزیابی دقیقی از جریان خون، سرعت خون و ماهیچه‌های قلب به دست آورد. یک از محدودیت‌های این روش این است که پالس فرستاده شده باید تا حد امکان موازی جریان خون باشد. از دیگر کاربردهای آن ارزیابی عملکرد دریچه‌های قلب، بررسی وجود هر گونه ارتباط غیرعادی بین سمت راست و چپ قلب، وجود جریان نشتی در دریچه‌های قلب و محاسبه برون ده قلبی می‌باشد. برای افزایش کنتراست در تصویر برداری فراصوت از میکروحباب‌های پر شده از گاز استفاده می‌شود که می‌تواند باعث بهبود اندازه‌گیری‌ها شود.

### مانیتور جنین داپلر
این دستگاه قابلیت تشخیص تپش قلب جنین را دارا می‌باشد و در مقیاس کوچک و دستی ساخته می‌شود. برخی از نمونه‌های آن ضربان قلب جنین را نیز بر حسب تعداد تپش در دقیقه نمایش می‌دهد.